# Субботин, Серафим Павлович
Серафим Павлович Субботин (15 января 1921 — 22 апреля 1996) — советский военный лётчик - ас реактивной истребительной авиации, участник Корейской войны. Герой Советского Союза (1951). Полковник.

## Биография
Серафим Субботин родился в деревне Красногорье Любимского уезда, ныне не существует, находилась на территории современного Первомайского района Ярославской области. Из семье крестьянина-бедняка. В 1933 году вместе с семьёй переехал в город Любим. Окончил 9 классов средней школы.
В 1938 году вступил в Красную Армию. Выпускник Тамбовского Краснознамённого кавалерийского училища имени Первой Конной армии (1940), служил командиром пулемётного взвода в 10-й Терско-Ставропольской казачьей кавалерийской дивизии Северо-Кавказского военного округа (полк дислоцировался в Пятигорске).
В начале июня 1941 года зачислен курсантом в Батайскую авиационную школу пилотов имени А. К. Серова, в июле был переведён в 25-ю военную авиационную школу пилотов первоначального обучения (Невинномысск), а в ноябре — в Ульяновскую военную авиационную школу пилотов. Окончил её в 1942 году и был оставлен там инструктором. В 1943 году окончил курсы командиров звеньев в Приволжском военном округе. С сентября 1943 года служил командиром звена в 4-м запасном истребительном авиационном полку. В Великой Отечественной войне не участвовал (хотя в публикациях советского времени рассказывается о его подвигах на фронте, но поскольку в СССР участие советских военнослужащих в Корейской войне было засекреченным, то эти боевые эпизоды написаны на основе фактов боевой биографии С. П. Субботина в Корее, отсюда возникла и путаница, когда некоторые источники сообщают, что он одерживал воздушные победы в Великой Отечественной войне. Например, в книге Н. Бодрихина указаны 6 побед Субботина в 1941—1945, а в книге о героях-ярославцах — 11 побед). Как служивший в РККА во время войны, был награждён медалью «За победу над Германией в Великой Отечественной войне 1941—1945 гг.». В 1944 году вступил в ВКП(б).
С марта 1946 года проходил службу в 176-м гвардейском истребительном авиационном полку ВВС Московского военного округа: командир звена, с июня 1948 — помощник штурмана полка, с ноября 1950 — штурман полка.
В декабре 1950 года 176-й гвардейский истребительный полк, как и вся 324-я истребительная авиационная дивизия был переброшен в Китай на аэродром Донгфаяйен, где занимался обучением китайских лётчиков и подготовкой к боевым действиям. В начале апреля 1951 года полк, в том числе и капитан Субботин, принимал участие в Корейской войне, действуя с аэродрома Аньдун. Штурман полка С. П. Субботин воевал с апреля 1951 по февраль 1952 года на реактивном истребителе МиГ-15, за это время он выполнил над Северной Кореей 95 боевых вылетов, провёл 48 воздушных боёв и одержал 9 личных воздушных побед (2 стратегических бомбардировщика B-29 «Superfortress», 2 истребителя F-84 «Thunderjet», 3 истребителя F-86 «Sabre», 1 истребитель F-80 «Shooting Star» и 1 истребитель «Метеор» ВВС Австралии). При этом десятая победа — сбитый бомбардировщик B-26 «Invader» — засчитан не был, хотя в отличие от многих других побед американская сторона подтверждает его потерю. Принимал участие в известном воздушном бою 12 апреля 1951 года («Чёрный четверг»), когда были нанесены большие потери группе стратегических бомбардировщиков ВВС США, в этом сражении сбил 1 B-29 и 1 реактивный истребитель F-80 «Shooting Star» (ошибочно идентифицированный им как F-84 «Thunderjet». Длительное время воевал в паре с другим асом Петром Милаушкиным (11 личных побед), затем с Анатолием Головачёвым (2 личные победы).
Наиболее известный эпизод в боевой карьере Субботина произошёл 18 июня 1951 года. В тот день капитан Субботин в составе группы из восьми МиГ-15 участвовал в воздушном бою с 16 (по советским данным) истребителями F-86 «Сейбр» в районе Сенсен. В ходе боя Субботин одержал одну воздушную победу, но затем его самолёт был подбит огнём противника. Согласно официальной версии, после этого Субботин намеренно совершил таран преследовавшего его «Сейбра», выпустив тормозные щитки, что привело к столкновению самолётов. После этого он катапультировался. В ряде источников этот эпизод упоминается как первый воздушный таран на реактивном самолёте в истории авиации. Сам Субботин совершение им тарана отрицал и приводил несколько иную версию событий: 

Попали. Прекратилась тяга. Дым в кабине… На мне масло. Плохо видно приборы, землю.

Понял: без катапультирования не обойтись. Сбросил фонарь кабины. Высота большая. Осмотрелся: внизу скалистые горы. И вдруг слева трасса в мою сторону. С трудом вышел из-под огня американца. Открыл тумблер, выпустил тормозные щитки. Самолёт резко уменьшил скорость. В этот момент я почувствовал сильный удар сзади. Подумал, что взорвался и поздно уже катапультироваться. От удара и перегрузки я потерял зрение. А дальше что-то произошло. Меня вдруг потянуло из кабины. Я ещё успел нажать на катапульту, после чего получил такой удар в лоб, как будто ударился головой о землю. Но в воздухе стало легче. Дёрнул кольцо парашюта. И на высоте двух тысяч метров повис в воздухе. Возле меня пролетали какие-то куски самолёта, сиденья… <…> Позже нашли окровавленный парашют американского лётчика, удостоверение, пистолет. Бедняге повезло меньше… У того была аварийная ситуация.
С самолётом Субботина столкнулся F-86A (сер. номер 49-1307), пилот которого капитан Уильям Крон погиб (зачислен пропавшим без вести) — единственная потеря в этом бою по официальным данным ВВС США.
10 октября 1951 года Серафиму Субботину было присвоено звание Героя Советского Союза с вручением медали «Золотая Звезда» № 9289. Поскольку факт участия советских лётчиков в Корейской войне долго скрывался, в советских публикациях писалось, что столкновение самолёта Субботина с противником произошло во время Великой Отечественной войны 18 июня 1944 года, что он сбил 11 немецких самолётов и что звание Героя он получил в 1945 году.
Один из самых результативных советских лётчиков в Корее Евгений Пепеляев в своих мемуарах скептически отозвался об инциденте, напоминающем эпизод с участием Серафима Субботина: 

О некоторых лётчиках своего и особенно 176-го гвардейского полка могу сказать, что, случалось, им приписывали победы, приписывали и геройство. Знаю, как… возвели в степень геройства столкновение в воздухе, когда «Сейбр» в бою налетел сзади на МиГ-15. Лётчик «Сейбра» погиб. Лётчик «МиГа» — катапультировался и стал Героем Советского Союза.
После Корейской войны вернулся в СССР, в августе 1952 года назначен помощником командира 176 гв. ИАП по тактике воздушного боя и воздушной стрельбе. Вскоре убыл на учёбу в Военно-воздушную академию, окончил её в 1956 году. С 1956 года служил в Войсках ПВО страны: командир 66-го истребительного авиационного полка 238-й истребительной авиадивизии Бакинского округа ПВО (с ноября 1956), командир истребительной авиационной дивизии, заместитель начальника штаба истребительного авиационного корпуса ПВО, заместителем начальника авиации 4-й отдельной армии ПВО. Вышел в отставку в августе 1973 года в звании полковника.
Жил в Черкассах вплоть до своей смерти 22 апреля 1996 года. Умер (по заявлению Всесоюзной Коммунистической партии большевиков — был убит) в марте месяце.

## Награды
- Герой Советского Союза (10.10.1951)
- Орден Ленина (10.10.1951)
- Орден Красного Знамени (2.06.1951)
- 2 ордена Красной Звезды (3.11.1953, 22.02.1968)
- медали, в том числе:
  - медаль «За боевые заслуги» (20.06.1949)
  - Медаль «За победу над Германией в Великой Отечественной войне 1941—1945 гг.» (1945)